# Кашгар (река)
Кашгар (в горното течение Кьоксуу, Кабаатсу, Къзълсу) (на уйгурски: قەشقەر دەرياسى, на китайски 喀什噶尔河, Kāshéngáěr-hé; на руски: Кашгар) е река в Централна Азия, протичаща в южната част на Киргизстан (Ошка област) и най-западната част на Китай (Синдзян-уйгурски автономен регион), губеща се в пустинята Тогракум. Дължина 765 km, от които в Киргизстан 80 km, в Китай 685 km. Площ на водосборния басейн 90 800 km².
Река Кашгар води началото си под името Кьоксуу от югоизточния склон на Алайския хребет, на 4054 m н.в., югозападно от прохода Къзълагър, в Ошка област на Киргизстан. В началото тече в южна посока, след което завива на изток и под името Кабаатсу навлиза на китайска територия, където запазва генералното си източно направление. След устието на десния си приток Маркансу нече под името Къзълсу тече в дълбока и тясна планинска долина. На около 50 km западно от град Кашгар излиза от планините и навлиза в най-западната част на обширната Таримска котловина, която тук носи името Кашгарска равнина. В района на Кашгарския оазис (площ над 2500 km²) коритото ѝ изкуствено е разделено на множество напоителни канали и водите ѝ на 100% се използват за напояване. В миналото река Кашгар се е вливала отляво в река Яркенд (дясна съставяща на Тарим), но след изграждането на голямата иригационна система през 20 век последните ѝ води сега се губят в пустинята Тогракум. Основните ѝ притоци са на китайска територия: леви – Джамбулак, Терексу, Капкусу, Башкарем; десни – Тогочорсу, Маркансу, Беретокойсу, Гьоздаря, Хантерексу. Среден годишен отток в долното течение 77 m³/sec, максимален през лятото около 500 m³/sec. По своето течение реката носи голямо количество наноси. На китайска територия по течението ѝ са разположени градовете Улугчат (най-западния китайски град) и Кашгар.